# Ulrich Köhler (Regisseur)
Ulrich Köhler (* 15. Dezember 1969 in Marburg) ist ein deutscher Filmregisseur der Berliner Schule.

## Leben
Als Köhler fünf Jahre alt war, zogen seine Eltern nach Afrika. Er wuchs bis zu seinem neunten Lebensjahr in Zaire auf, wo seine Eltern als Entwicklungshelfer tätig waren. Der Umzug in eine hessische Kleinstadt war für ihn und seine Geschwister ein harter Einschnitt. Von 1989 bis 1991 studierte er Kunst im französischen Quimper, anschließend Philosophie und Visuelle Kommunikation an der Hochschule für bildende Künste Hamburg. Nach dem Studium, das er 1998 beendete, drehte er Kurzfilme. 2002 wurde der Spielfilm Bungalow im Panorama der Internationalen Filmfestspiele Berlin gezeigt. 2005 drehte er den Spielfilm Montag kommen die Fenster. 2011 wurde er für den Spielfilm Schlafkrankheit mit dem Preis für die beste Regie (Silberner Bär) der Internationalen Filmfestspiele Berlin ausgezeichnet.
Köhler lebt mit der Regisseurin Maren Ade in Berlin, das Paar hat zwei Kinder.

## Filmografie
- 1993: Feldstraße (3 min, Super 8, Farbe)
- 1996: Epoxy (6 min, 16 mm, Farbe, zusammen mit Nina Könnemann)
- 1997: Starsky (Kurzfilm)
- 1997: Maria Tokyo (5 min, 16 mm, Farbe)
- 1998: Palü (6 min, Farbe, zusammen mit Jochen Dehn)
- 1998: Rakete (10 min, 16 mm, Farbe, zusammen mit Nina Könnemann)
- 1999/2000: White Calf (Installation, 5 min, DV/16 mm, Farbe, zusammen mit Jeanne Faust)
- 2002: Bungalow (85 min, 35 mm, Farbe)
- 2006: Montag kommen die Fenster (88 min, 35 mm, Farbe)
- 2011: Schlafkrankheit
- 2018: In My Room
- 2019: Das freiwillige Jahr

## Auszeichnungen
- 2011: Preis für die beste Regie (Silberner Bär) der Internationalen Filmfestspiele Berlin für Schlafkrankheit
- 2011: Filmkunstpreis des Festivals des deutschen Films für Schlafkrankheit
- 2012: Stipendium für die Künstlerresidenz Villa Aurora,[5] zusammen mit Maren Ade
- 2020: Silberer Meridian der europäischen öffentlichen Raumfahrtvereine für die „Darstellung der Faszination Raumfahrt und die begeisternde Vermittlung raumfahrtwissenschaftlichen, -technischen oder -historischen Wissens sowie der völkerverständigenden Idee einer internationalen Zusammenarbeit im Kosmos“[6]